# Приз Известий 1994
Приз Известий 1994 — двадцять сьомий міжнародний хокейний турнір у Росії, проходив 16—20 грудня 1994 року в Москві.

## Команди-учасниці
| Група A                                | Група B                                 |
| -------------------------------------- | --------------------------------------- |
| - Росія - Фінляндія - Франція - Італія | - Швеція - Швейцарія - Чехія - Норвегія |

## Попередній раунд

### Група А
| 1. | Росія     | *** | 2:2 | 8:1 | 7:2 | 3 | 2 | 1 | 0 | 17:5 | 5 |
| 2. | Фінляндія | 2:2 | *** | 2:0 | 9:0 | 3 | 2 | 1 | 0 | 13:2 | 5 |
| 3. | Італія    | 1:8 | 0:2 | *** | 2:2 | 3 | 0 | 1 | 2 | 3:12 | 1 |
| 4. | Франція   | 2:7 | 0:9 | 2:2 | *** | 3 | 0 | 1 | 2 | 4:18 | 1 |

М — підсумкове місце, І — матчі, В — перемоги, Н — нічиї, П — поразки, Ш — закинуті та пропущені шайби, О — очки

### Група В
| 1. | Чехія     | *** | 3:2 | 5:0 | 6:3 | 3 | 3 | 0 | 0 | 14:5 | 6 |
| 2. | Швеція    | 2:3 | *** | 7:2 | 7:3 | 3 | 2 | 0 | 1 | 16:8 | 4 |
| 3. | Норвегія  | 0:5 | 2:7 | *** | 4:0 | 3 | 1 | 0 | 2 | 6:12 | 2 |
| 4. | Швейцарія | 3:6 | 3:7 | 0:4 | *** | 3 | 0 | 0 | 3 | 6:17 | 0 |

М — підсумкове місце, І - матчі, В — перемоги, Н — нічиї, П — поразки, Ш — закинуті та пропущені шайби, О — очки

## Фінали
Фінал
- Чехія —  Росія 0:1 (0:1, 0:0, 0:0)

Матч за 3 місце
- Фінляндія —  Швеція 2:1 ОТ (0:0, 1:1, 0:0, 1:0)

Матч за 5 місце
- Норвегія —  Італія 2:0 (1:0, 1:0, 0:0)

Матч за 7 місце
- Франція —  Швейцарія 5:3 (0:1, 2:1, 3:1)

## Найкращі гравці турніру
| Воротар             | Сергій Абрамов   |
| Захисники           | Марко Кіпрусофф  |
| Нападники           | Роман Горак      |
| Найцінніший гравець | Андрій Тарасенко |

## Найкращі бомбардири
- Андрій Тарасенко 6 (3+3)
- Мікаель Ренберг 6 (3+3)